# Wartberg (Wertheim)
Wartberg ist ein Stadtteil der Großen Kreisstadt Wertheim im baden-württembergischen Main-Tauber-Kreis im Regierungsbezirk Stuttgart.

## Geographie

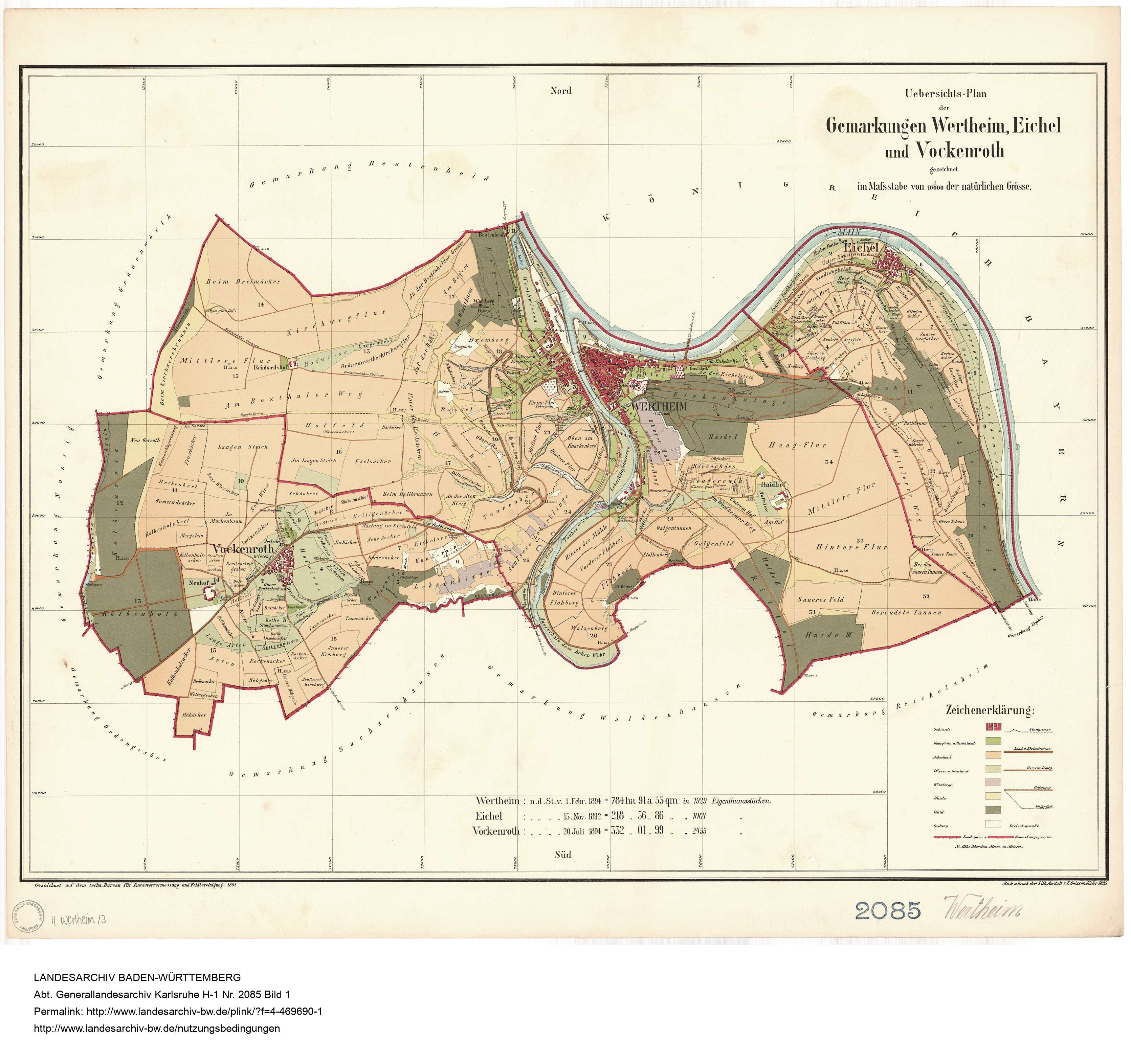
Auf einer Gemarkungsübersicht der Kernstadt Wertheim um 1895 war der heutige Stadtteil Wartberg noch unbesiedelt

### Lage
Wartberg liegt westlich der Kernstadt an der Landesstraße 508.

### Gewässer
Im Osten des Ortes entspringt die Staffelwehrklinge, die im Süden der Gemarkung der Kernstadt in die Tauber mündet.

## Geschichte
Die erste „Wartbergsiedlung“ wurde in den 1930er Jahren gebaut und bestand aus etwa einem Dutzend Mehrfamilienhäusern für Offiziere des Militärflugplatzes auf dem Reinhardshof. Im Rahmen eines Bundesdemonstrativbauvorhabens wurde Mitte der 1960er Jahre ein Ensemble aus weithin sichtbaren Hochhäusern sowie Wohnblocks, Reihenhäusern und Bungalows auf dem Wartberg errichtet, auch eine Grundschule und ein ökumenisches Kirchenzentrum entstanden zu dieser Zeit. Am 31. Dezember 2022 hatte Wartberg 3034 Einwohner.

## Religion
Wartberg ist protestantisch geprägt. Das Kirchenzentrum dient den Protestanten, die zum Kirchenbezirk Wertheim gehören, als Gotteshaus. Die hier lebenden Katholiken gehören zur Pfarrgemeinde der Kernstadt Wertheim (Dekanat Tauberbischofsheim).

## Politik
Der Stadtteilbeirat Wartberg besteht aus der Vorsitzenden Renate Gassert und acht weiteren Stadtteilbeiräten.